# Veuvey-sur-Ouche
Veuvey-sur-Ouche ist eine französische Gemeinde mit 215 Einwohnern (Stand 1. Januar 2022) im Département Côte-d’Or in der Region Bourgogne-Franche-Comté (vor 2016 Burgund). Sie gehört zum Arrondissement Beaune und zum Kanton Arnay-le-Duc.

## Geografie
Veuvey-sur-Ouche liegt an der Ouche und am parallel verlaufenden Canal de Bourgogne, etwa 30 Kilometer südwestlich von Dijon. Nachbargemeinden sind La Bussière-sur-Ouche im Norden, Saint-Jean-de-Bœuf im Nordosten, Antheuil im Osten, Aubaine im Süden, Crugey im Westen und Bouhey im Nordwesten.

## Bevölkerungsentwicklung
| Jahr                       | 1962 | 1968 | 1975 | 1982 | 1990 | 1999 | 2011 | 2019 |
| Einwohner                  | 235  | 211  | 169  | 188  | 161  | 154  | 210  | 215  |
| Quellen: Cassini und INSEE |      |      |      |      |      |      |      |      |

## Sehenswürdigkeiten

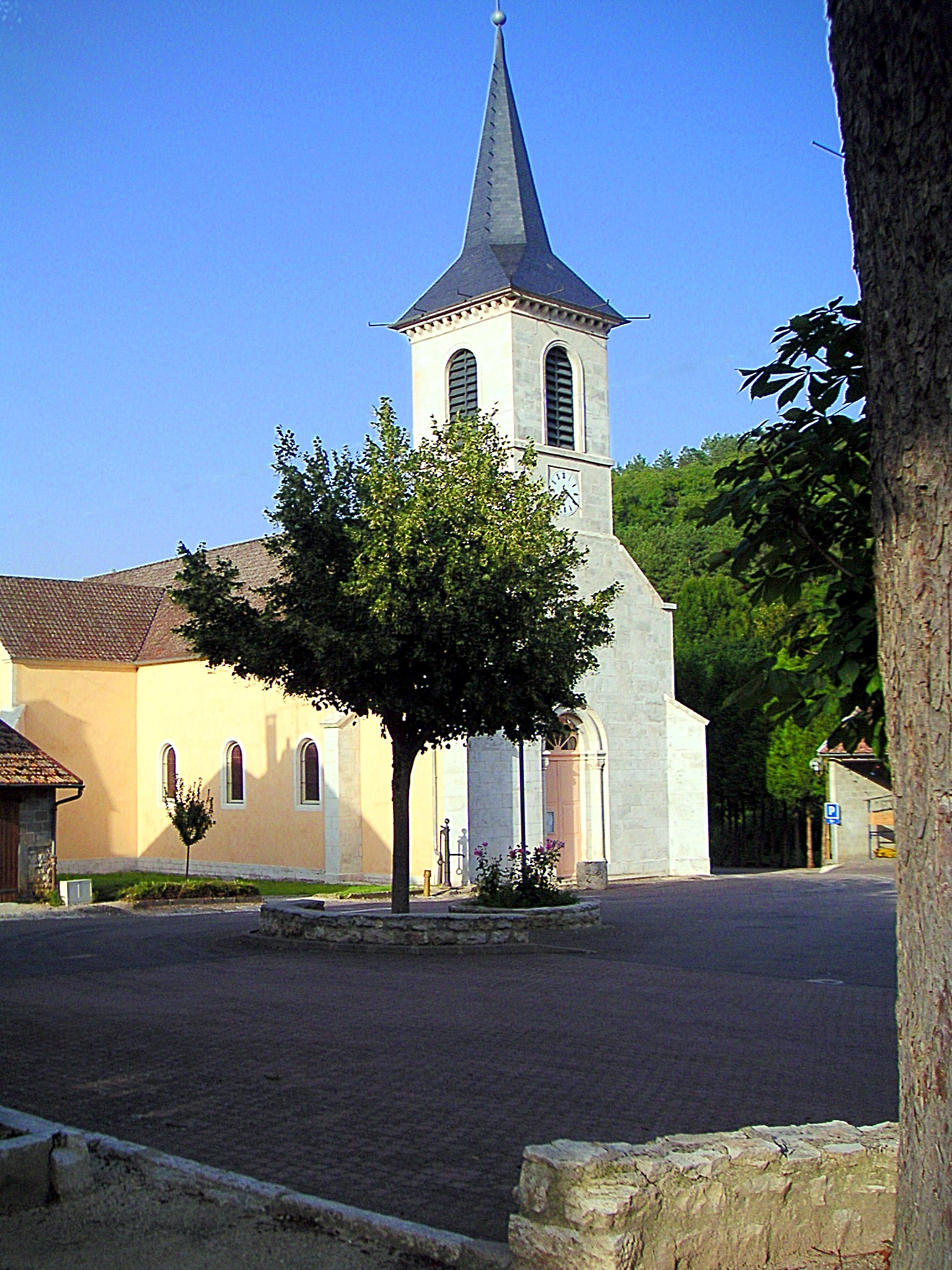
Kirche Mariä Himmelfahrt
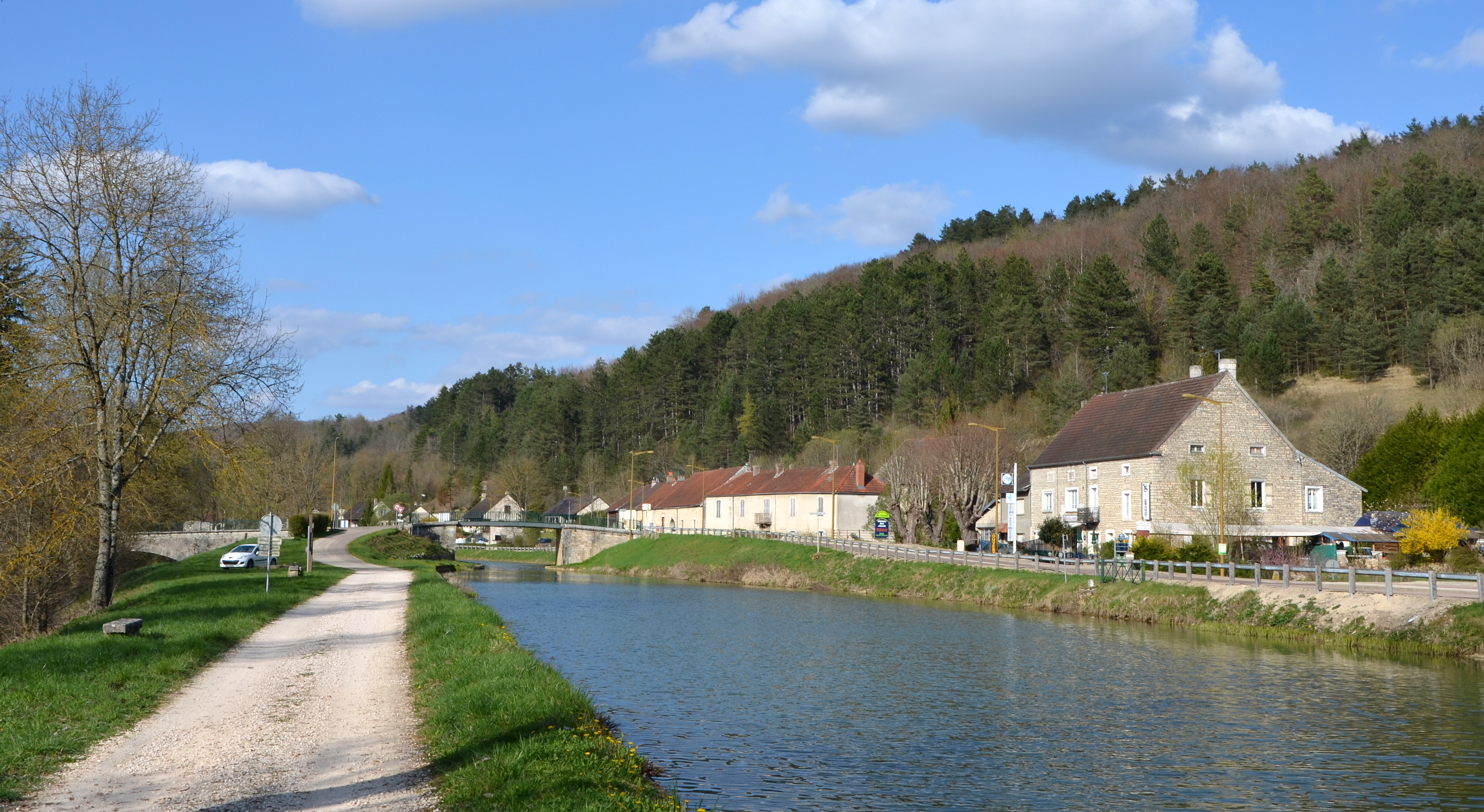
Canal de Bourgogne in Veuvey-sur-Ouche
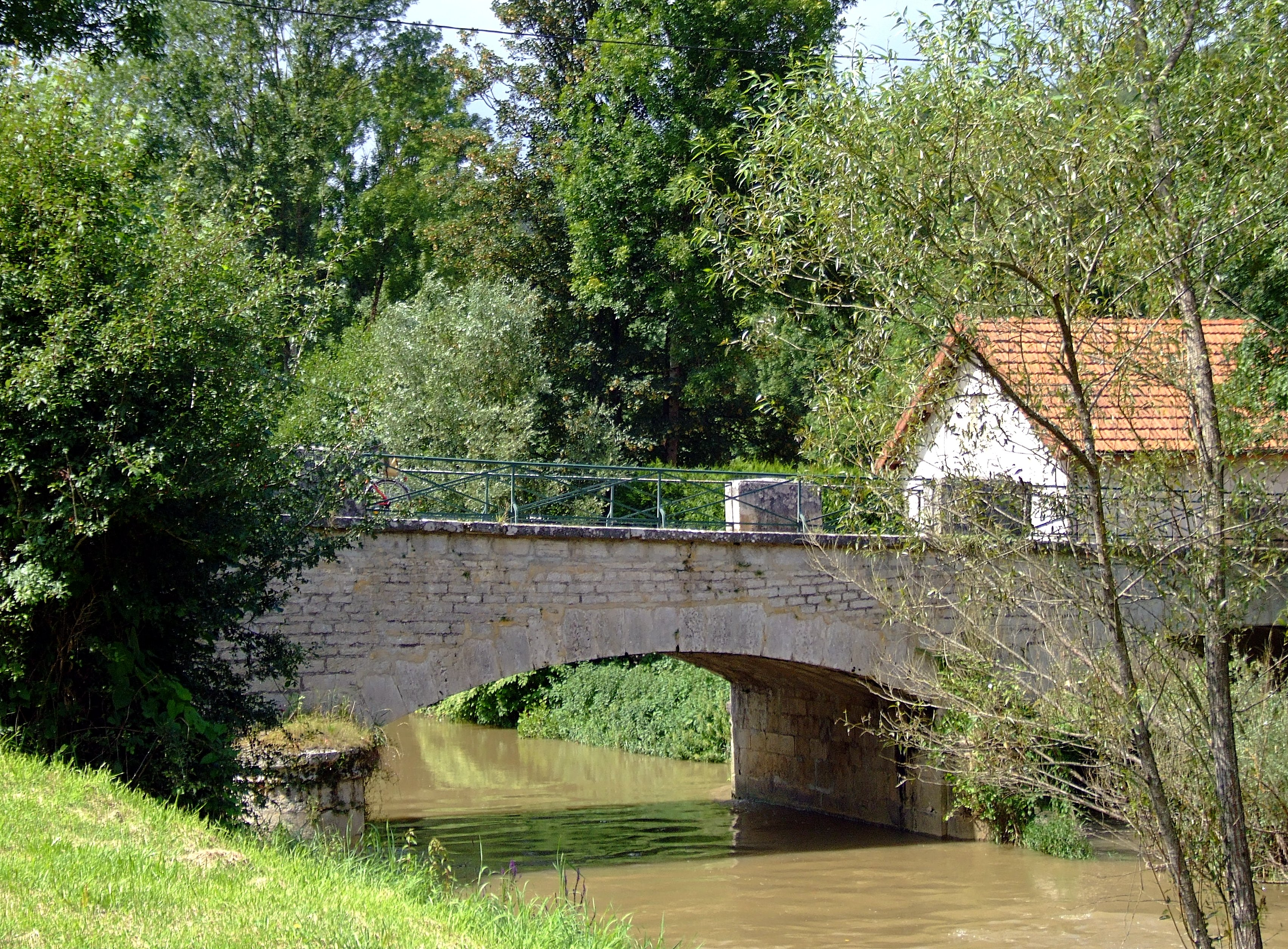
Brücke über die Ouche

- Kirche Mariä Himmelfahrt
- Canal de Bourgogne in Veuvey-sur-Ouche
- Brücke über die Ouche